# Agenor Linea
L'Agenor Linea è una struttura geologica della superficie di Europa.